# Carl Sigman
Carl Sigman, född den 24 september 1909 i Brooklyn, död den 26 september 2000 i Manhasset, New York, var en amerikansk låtskrivare. Hans första kända låt var "Love Lies" som spelades in 1940 av Frank Sinatra med Tommy Dorseys orkester. Bland övriga kända låtar han skrivit texten till märks "Pennsylvania 6-5000" (musik av Jerry Gray och framförd 1940 av Andrews Sisters och Glenn Miller), "Buona Sera" (framförd 1950 och 1956 av Louis Prima) samt ledmotivet till filmen Love Story ("Where Do I Begin?", 1970, musik av Francis Lai och framförd av Henry Mancini).
Bland övriga artister som spelat in Sigmans sånger kan nämnas: Louis Armstrong, Svend Asmussen, Count Basie, Shirley Bassey, Tony Bennett, Cilla Black, Nat King Cole, Bing Crosby,  Sammy Davis Jr., Ella Fitzgerald, Aretha Franklin, Benny Goodman, Merle Haggard, Billie Holiday, Lena Horne, Tom Jones, Danny Kaye, Brenda Lee, Peggy Lee, Jerry Lee Lewis, Dean Martin, Joni Mitchell, Linda Ronstadt, Sonny & Cher, The Four Tops, The Platters, The Righteous Brothers, Mel Tormé, Van Morrison och Sarah Vaughan.
Carl Sigman valdes in i Songwriters Hall of Fame 1972.